# Live in Chicago ’84
Live in Chivago '84 – siódmy album koncertowy Black Uhuru, jamajskiej grupy muzycznej wykonującej roots reggae.
Płyta została wydana w roku 2008 przez wytwórnię Taxi Records, należącą do grających z zespołem Lowella "Sly" Dunbara i Robbiego Shakespeare’a (oni też zajęli się produkcją krążka). Znalazło się na niej nagranie z koncertu formacji w Chicago w roku 1984.

## Lista utworów
1. "Shine Eye Gyal"
2. "Plastic Smile"
3. "I Love King Selassie"
4. "Solidarity"
5. "Darkness"
6. "What Is Life?"
7. "Sponji Reggae"
8. "Abortion"
9. "General Penitentiary"
10. "Guess Who's Coming To Dinner"
11. "World Is Africa"

## Muzycy

### Black Uhuru
- Michael Rose - wokal
- Duckie Simpson - chórki
- Puma Jones - chórki

### Instrumentaliści
- Darryl Thompson - gitara
- Mikey "Mao" Chung - gitara rytmiczna
- Robbie Shakespeare - gitara basowa
- Sly Dunbar - perkusja
- Christopher "Sky Juice" Blake - perkusja
- Franklyn "Bubbler" Waul - instrumenty klawiszowe